# ラブライブ!のディスコグラフィ
ラブライブ！のディスコグラフィでは、主にLantisから発売された、電撃G's magazine（KADOKAWA/アスキー・メディアワークス）・サンライズとの合同ユーザー参加企画『ラブライブ!』の関連CD、および関連映像ソフトについて記述する。作詞は全楽曲とも畑亜貴が手掛けている。
以下、収録内容におけるボーカル曲は太字、ボイスドラマパートは▲印で表記する。また、本項目における「μ's」は、高坂穂乃果（声 - 新田恵海）、絢瀬絵里（声 - 南條愛乃）、南ことり（声 - 内田彩）、園田海未（声 - 三森すずこ）、星空凛（声 - 飯田里穂）、西木野真姫（声 - Pile）、東條希（声 - 楠田亜衣奈）、小泉花陽（声 - 久保ユリカ）、矢澤にこ（声 - 徳井青空）の9名を指す。

## μ's

### シングル
アイドルプロジェクト『ラブライブ！』内で結成されたアイドルグループ「μ's（ミューズ）」のシングル。本節に記載されていないアニメ・ゲームCDについてはテレビアニメのCD、ゲームのCDを参照のこと。
本節記載のうち数字が振られているものは「ナンバリングシングル」と呼ばれ、CDには楽曲以外にボイスドラマパートが収録される他、アニメーションミュージッククリップ（アニメーションPV）収録のBD・DVDおよび「モノローグカード」と呼ばれるトレーディングカード（初回生産分のみ）が同梱され、またダブルジャケット仕様あるいは限定版・通常版で異なるジャケットを使用するなど、複数のジャケットイラストを使用していることが特徴である。
BD・DVDに収録されているアニメーションミュージッククリップは、「3D+2D」という世界初のアニメーション技術を採用（2010年8月当時）しており、高品質で多彩なカメラワークが実現されている。
初回生産分には、モノローグカードがそれぞれ全9種の中からランダムに1枚封入されている。3rdシングル以降、カードにはプレゼント交換に使用する「Loveca」ポイントが付与されるようになった。
|     | 発売日                                                | タイトル                   | 規格                                               | 規格品番                         | 最高位 | 備考                                   |
| --- | ----------------------------------------------------- | -------------------------- | -------------------------------------------------- | -------------------------------- | ------ | -------------------------------------- |
| 1st | 2010年8月13日（夏コミ限定版） 2010年8月25日（通常版） | 僕らのLIVE 君とのLIFE      | CD+DVD 12cmCD                                      | LACM-4738                        | 167位  | 「ラブライブ！」名義                   |
| 2nd | 2010年12月22日                                        | Snow halation              | CD+DVD 12cmCD                                      | LACM-4774                        | 74位   |                                        |
| 3rd | 2011年8月24日                                         | 夏色えがおで1,2,Jump!      | CD+DVD 12cm                                        | LACM-4845                        | 62位   |                                        |
| 4th | 2012年2月15日                                         | もぎゅっと“love”で接近中!  | CD+DVD 12cm                                        | LACM-4907                        | 31位   |                                        |
| 5th | 2012年9月5日                                          | Wonderful Rush             | CD+DVD 12cm                                        | LACM-4979                        | 30位   |                                        |
| 6th | 2013年11月27日                                        | Music S.T.A.R.T!!          | CD+BD（超豪華盤） CD+BD（通常盤） CD+DVD（通常盤） | LACM-34155 LACM-14155 LACM-14156 | 5位    |                                        |
| -   | 2015年4月22日                                         | ミはμ'sicのミ              | CD                                                 | LACM-14341                       | 5位    | みんなで作るμ'sの歌                    |
| -   | 2016年3月2日                                          | MOMENT RING                | CD                                                 | LACM-14449                       | 2位    | 当時「ファイナルシングル」と告知された |
| -   | 2020年3月25日                                         | A song for You! You? You!! | CD+BD CD+DVD                                       | LACM-14950 LACM-14951            | 2位    | 9周年記念シングル                      |

### ベストアルバム
|         | 発売日         | タイトル                                  | 規格品番                                                                  | 最高位 |
| ------- | -------------- | ----------------------------------------- | ------------------------------------------------------------------------- | ------ |
| 1st     | 2013年1月9日   | μ's Best Album Best Live! collection      | LACA-39260/1（超豪華盤） LACA-39262/3（BD付通常盤） LACA-9262/3（通常盤） | 12位   |
| 2nd     | 2015年5月27日  | μ's Best Album Best Live! Collection II   | LACA-39393〜5（超豪華盤） LACA-9393〜5（通常盤）                          | 1位    |
| Special | 2019年12月25日 | μ's Memorial CD-BOX 「Complete BEST BOX」 | LACA-9721〜9732                                                           | 11位   |

## ユニットシングル
μ'sから派生する形で、3人ごとに結成された3つのミニユニットによるシングル。いずれも2つの歌と、そのオフボーカルバージョンのほかに、μ'sのメンバーが総出演するボイスドラマが収録されている。
2011年に第1シリーズが展開。各初回生産分には、特製プロフィールカード（全3種）がランダムで1枚封入されている。また法人特典として、アニメイト・ゲーマーズ・コミックとらのあなで、3作品すべてを連動購入すると、特製スリムポスターを入手できるキャンペーンが実施された。
2013年には Next Project 第2弾として、第2シリーズ "2nd session" がリリースされた。初回生産分には「私たちのユニットの強みは…？」カードが封入される。
2014年にはラブライブ! スクールアイドルフェスティバル（スクフェス）とのコラボレーションとして、第3シリーズ "3rd session" がリリースされる。初回生産分にはスクフェスのSRカードが封入される。
2015年も引き続きスクフェスとのコラボレーションとして、第4シリーズ "4th session" がリリースされる。初回生産分にはスクフェスのSRカードが封入される。

## ソロアルバム
2011年8 - 9月の第3回総選挙における得票数上位3名によるソロアルバムシリーズ『Solo Live! from μ's』。既発のμ'sの歌6曲と、それぞれが所属するミニユニットの歌2曲のソロバージョンに加えて、新曲を収録している。初回生産分にはキャラクターからのメッセージカードが各3種の中から1枚ランダムで封入される。

### 海色少女に魅せられて
園田海未のソロアルバム。2011年11月23日に発売。既発曲のソロバージョンに加え、新曲「私たちは未来の花」とボイスドラマ『冬の海辺にて〜Date with 海未〜』を収録している。キャッチコピーは「ずっと、私だけを見ていてくださいますか…？」
「私たちは未来の花」は和風でダイナミックなメロディが印象的。ムック「2012 Merch. 俺嫁コレクション」においては、既発曲のソロも伸びのよい大人びた歌唱で、μ's版とはまた違った聴こえ方がすると評されている。
法人特典として、ゲーマーズ・コミックとらのあなで購入すると、数量限定のブロマイドが商品1つにつき、1枚付属した。
本CDの発売を記念して、AKIHABARAゲーマーズ本店にて、イベント「2011年度ラブライ部員とμ'sの課外活動第7回 海未からあなたへ…トーク & クリスマスプレゼントお渡し会」が開催された。
収録内容
全作詞：畑亜貴
1. 私たちは未来の花 [4:46]
  - 作曲・編曲：三浦誠司

2. 僕らのLIVE 君とのLIFE (UMI Mix) [5:23]
  - 作曲：山田高弘、編曲：高田暁

3. 友情ノーチェンジ (UMI Mix) [4:15]
  - 作曲・編曲：Tron-LM

4. Snow halation (UMI Mix) [4:18]
  - 作曲：山田高弘、編曲：中西亮輔

5. baby maybe 恋のボタン (UMI Mix) [4:29]
  - 作曲・編曲：山口朗彦

6. 知らないLove*教えてLove (UMI Mix) [3:59]
  - 作曲：星和生、編曲：福富雅之

7. あ・の・ね・が・ん・ば・れ！ (UMI Mix) [4:15]
  - 作曲・編曲：青木多果

8. 夏色えがおで1,2,Jump! (UMI Mix) [4:28]
  - 作曲：奥松誠、編曲：高田暁

9. Mermaid festa vol.1 (UMI Mix) [3:59]
  - 作曲：俊龍、編曲：渡辺和紀

10. 冬の海辺にて〜Date with 海未〜▲ [2:54]
  - 出演：園田海未（声 - 三森すずこ）

### ことりLovin' you
南ことりのソロアルバム。2011年12月14日に発売。既発曲のソロバージョンに加え、新曲「スピカテリブル」とボイスドラマ『光輝く遊園地〜Date with ことり〜』を収録している。キャッチコピーは「ことりの愛、受け止めてくださいね…」
「スピカテリブル」はシリアスなサウンドにかわいらしい声を乗せた切ない一曲。「Snow halation」や「Love marginal」などのソロ曲でも同様の魅力が打ち出されている。
購入者特典として、2012年2月19日開催の「ラブライブ！μ's First LoveLive!」における「ことりだけの特別先行チケット予約」申し込み用案内チラシが封入された。
本CDの発売を記念して、AKIHABARAゲーマーズ本店にて、イベント「2011年度ラブライ部員とμ'sの課外活動第8回 ことりからあなたへ…トーク & クリスマスプレゼントお渡し会」が開催された。
収録内容
全作詞：畑亜貴
1. スピカテリブル [4:16]
  - 作曲・編曲：藤末樹

2. 僕らのLIVE 君とのLIFE (KOTORI Mix) [5:23]
  - 作曲：山田高弘、編曲：高田暁

3. 友情ノーチェンジ (KOTORI Mix) [4:15]
  - 作曲・編曲：Tron-LM

4. Snow halation (KOTORI Mix) [4:17]
  - 作曲：山田高弘、編曲：中西亮輔

5. baby maybe 恋のボタン (KOTORI Mix) [4:30]
  - 作曲・編曲：山口朗彦

6. Love marginal (KOTORI Mix) [4:34]
  - 作曲：藤末樹、編曲：藤末樹・松坂康司

7. sweet&sweet holiday (KOTORI Mix) [4:16]
  - 作曲・編曲：山口朗彦

8. 夏色えがおで1,2,Jump! (KOTORI Mix) [4:28]
  - 作曲：奥松誠、編曲：高田暁

9. Mermaid festa vol.1 (KOTORI Mix) [3:59]
  - 作曲：俊龍、編曲：渡辺和紀

10. 光輝く遊園地〜Date with ことり〜▲ [3:27]
  - 出演：南ことり（声 - 内田彩）

### ほんのり穂乃果色！
高坂穂乃果のソロアルバム。当初は2012年1月11日に発売を予定していたが、プレス後の製品版にノイズが見つかったため、1月25日に発売延期となった。既発曲のソロバージョンに加え、新曲「愛は太陽じゃない？」と「もうひとりじゃないよ」、ボイスドラマ『ハッピーピクニック！〜Date with 穂乃果〜』を収録している。キャッチコピーは「あなたを穂乃果色に染めちゃいます！」
「愛は太陽じゃない？」はアコースティカルでエネルギーに満ちた、アッパーな曲。「もうひとりじゃないよ」は優しく穏やかな曲である。
アルバムの発売は延期となったが、記念イベント「2012年度 ラブライ部員とμ'sの課外活動 第1回 穂乃果の東名阪キャンペーン！トーク & プレゼントお渡し会」および同第2・3・4回は、当初の予定通り2012年1月14 - 15日に実施された。
収録内容
全作詞：畑亜貴
1. 愛は太陽じゃない？ [3:54]
  - 作曲・編曲：佐々倉有吾

2. もうひとりじゃないよ [4:40]
  - 作曲・編曲：佐伯高志

3. 僕らのLIVE 君とのLIFE (HONOKA Mix) [5:22]
  - 作曲：山田高弘、編曲：高田暁

4. 友情ノーチェンジ (HONOKA Mix) [4:15]
  - 作曲・編曲：Tron-LM

5. Snow halation (HONOKA Mix) [4:18]
  - 作曲：山田高弘、編曲：中西亮輔

6. baby maybe 恋のボタン (HONOKA Mix) [4:30]
  - 作曲・編曲：山口朗彦

7. Love marginal (HONOKA Mix) [4:34] 
  - 作曲：藤末樹、編曲：藤末樹・松坂康司

8. sweet&sweet holiday (HONOKA Mix) [4:15]
  - 作曲・編曲：山口朗彦

9. 夏色えがおで1,2,Jump! (HONOKA Mix) [4:28]
  - 作曲：奥松誠、編曲：高田暁

10. Mermaid festa vol.1 (HONOKA Mix) [3:58]
  - 作曲：俊龍、編曲：渡辺和紀

11. ハッピーピクニック！〜Date with 穂乃果〜▲ [3:24]
  - 出演：高坂穂乃果（声 - 新田恵海）

### Solo Live! collection Memorial BOX I
一般発売分以外のμ'sメンバー6名による、既発曲のソロバージョンを収録したCDアルバムのセット。新曲やドラマは収録されていない。付属となる三方背BOXには一般発売分のCD3枚を含めた『Solo Live! from μ's』シリーズ全9枚を収納できる。2012年2月19日に行われた「ラブライブ！μ's First LoveLive!」の会場物販限定販売商品だったが、2月25日から Lantis Official Web Shop にて通信販売された。数量限定品につき、申込みが製造数に達した段階で販売終了となったが、その後2013年1月3日の「μ's New Year LoveLive! 2013」会場にて復刻販売された。また、2012年3月15日から各巻の個別売りが Lantis Official Web Shop にて通信販売された。個別販売には三方背BOXやブックレットは付属しない。
各巻の題名は以下の通り。
- Solo Live! from μ's 東條希「ノゾミ♪カナエテ」
  1. 僕らのLIVE 君とのLIFE (NOZOMI Mix)
  2. 友情ノーチェンジ (NOZOMI Mix)
  3. Snow halation (NOZOMI Mix)
  4. baby maybe 恋のボタン (NOZOMI Mix)
  5. 知らないLove*教えてLove (NOZOMI Mix)
  6. あ・の・ね・が・ん・ば・れ！ (NOZOMI Mix)
  7. 夏色えがおで1,2,Jump! (NOZOMI Mix)
  8. Mermaid festa vol.1 (NOZOMI Mix)

- Solo Live! from μ's 矢澤にこ「スマイル・フォー・ユー♥」
  1. 僕らのLIVE 君とのLIFE (NICO Mix)
  2. 友情ノーチェンジ (NICO Mix)
  3. Snow halation (NICO Mix)
  4. baby maybe 恋のボタン (NICO Mix)
  5. ダイヤモンドプリンセスの憂鬱 (NICO Mix)
  6. ラブノベルス (NICO Mix)
  7. 夏色えがおで1,2,Jump! (NICO Mix)
  8. Mermaid festa vol.1 (NICO Mix)

- Solo Live! from μ's 西木野真姫「TRUE DIVA」
  1. 僕らのLIVE 君とのLIFE (MAKI Mix)
  2. 友情ノーチェンジ (MAKI Mix)
  3. Snow halation (MAKI Mix)
  4. baby maybe 恋のボタン (MAKI Mix)
  5. ダイヤモンドプリンセスの憂鬱 (MAKI Mix)
  6. ラブノベルス (MAKI Mix)
  7. 夏色えがおで1,2,Jump! (MAKI Mix)
  8. Mermaid festa vol.1 (MAKI Mix)

- Solo Live! from μ's 絢瀬絵里「Beloved Ellie」
  1. 僕らのLIVE 君とのLIFE (ELI Mix)
  2. 友情ノーチェンジ (ELI Mix)
  3. Snow halation (ELI Mix)
  4. baby maybe 恋のボタン (ELI Mix)
  5. ダイヤモンドプリンセスの憂鬱 (ELI Mix)
  6. ラブノベルス (ELI Mix)
  7. 夏色えがおで1,2,Jump! (ELI Mix)
  8. Mermaid festa vol.1 (ELI Mix)

- Solo Live! from μ's 星空凛「THE BRILLIANT STAR☆」
  1. 僕らのLIVE 君とのLIFE (RIN Mix)
  2. 友情ノーチェンジ (RIN Mix)
  3. Snow halation (RIN Mix)
  4. baby maybe 恋のボタン (RIN Mix)
  5. 知らないLove*教えてLove (RIN Mix)
  6. あ・の・ね・が・ん・ば・れ！ (RIN Mix)
  7. 夏色えがおで1,2,Jump! (RIN Mix)
  8. Mermaid festa vol.1 (RIN Mix)

- Solo Live! from μ's 小泉花陽「あなただけの太陽になりたい」
  1. 僕らのLIVE 君とのLIFE (HANAYO Mix)
  2. 友情ノーチェンジ (HANAYO Mix)
  3. Snow halation (HANAYO Mix)
  4. baby maybe 恋のボタン (HANAYO Mix)
  5. Love marginal (HANAYO Mix)
  6. sweet&sweet holiday (HANAYO Mix)
  7. 夏色えがおで1,2,Jump! (HANAYO Mix)
  8. Mermaid festa vol.1 (HANAYO Mix)

### Solo Live! collection Memorial BOX II
μ's各メンバーによるソロアルバム第2弾。メンバー9人によるアルバムと、CD9枚をまとめたBOXがそれぞれ2014年4月2日に発売。
各巻の題名は以下の通り。
| タイトル                                                          | アーティスト                    | 規格品番   | 最高位 |
| ----------------------------------------------------------------- | ------------------------------- | ---------- | ------ |
| ラブライブ！ Solo Live! from μ's 高坂穂乃果「orange cheers!」     | 高坂穂乃果（新田恵海） from μ's | LACA-15381 | 44位   |
| ラブライブ！ Solo Live! from μ's 絢瀬絵里「アイス・ブルーの瞬間」 | 絢瀬絵里（南條愛乃） from μ's   | LACA-15382 | 28位   |
| ラブライブ！ Solo Live! from μ's 南ことり「純白ロマンス」         | 南ことり（内田彩） from μ's     | LACA-15383 | 37位   |
| ラブライブ！ Solo Live! from μ's 園田海未「蒼の神話」             | 園田海未（三森すずこ） from μ's | LACA-15384 | 41位   |
| ラブライブ！ Solo Live! from μ's 星空凛「Ring a yellow bell」     | 星空凛（飯田里穂） from μ's     | LACA-15385 | 53位   |
| ラブライブ！ Solo Live! from μ's 西木野真姫「SCARLET PRINCESS」   | 西木野真姫（Pile） from μ's     | LACA-15386 | 31位   |
| ラブライブ！ Solo Live! from μ's 東條希「バイオレットムーン」     | 東條希（楠田亜衣奈） from μ's   | LACA-15387 | 59位   |
| ラブライブ！ Solo Live! from μ's 小泉花陽「若草のSeason」         | 小泉花陽（久保ユリカ） from μ's | LACA-15388 | 52位   |
| ラブライブ！ Solo Live! from μ's 矢澤にこ「ももいろ♡えがお」      | 矢澤にこ（徳井青空） from μ's   | LACA-15389 | 47位   |

- Solo Live! from μ's 高坂穂乃果「orange cheers!」
  1. もぎゅっと"love"で接近中！（HONOKA Mix）
  2. 愛してるばんざーい！（HONOKA Mix）
  3. Mermaid festa vol.2 〜Passionate〜（HONOKA Mix）
  4. Wonderful Rush（HONOKA Mix）
  5. Oh,Love&Peace!（HONOKA Mix）
  6. 僕らは今のなかで（HONOKA Mix）
  7. WILD STARS（HONOKA Mix）
  8. きっと青春が聞こえる（HONOKA Mix）
  9. 輝夜の城で踊りたい（HONOKA Mix）
  10. ススメ→トゥモロウ（HONOKA Mix）
  11. これからのSomeday（HONOKA Mix）
  12. Wonder zone（HONOKA Mix）
  13. No brand girls（HONOKA Mix）
  14. START:DASH!!（HONOKA Mix）

- Solo Live! from μ's 絢瀬絵里「アイス・ブルーの瞬間」
  1. もぎゅっと"love"で接近中！（ELI Mix）
  2. 愛してるばんざーい！（ELI Mix）
  3. soldier game（ELI Mix）
  4. Wonderful Rush（ELI Mix）
  5. Oh,Love&Peace!（ELI Mix）
  6. 僕らは今のなかで（ELI Mix）
  7. WILD STARS（ELI Mix）
  8. きっと青春が聞こえる（ELI Mix）
  9. 輝夜の城で踊りたい（ELI Mix）
  10. Wonder zone（ELI Mix）
  11. No brand girls（ELI Mix）
  12. START:DASH!!（ELI Mix）

- Solo Live! from μ's 南ことり「純白ロマンス」
  1. もぎゅっと"love"で接近中！（KOTORI Mix）
  2. 愛してるばんざーい！（KOTORI Mix）
  3. 告白日和、です！（KOTORI Mix）
  4. Wonderful Rush（KOTORI Mix）
  5. Oh,Love&Peace!（KOTORI Mix）
  6. 僕らは今のなかで（KOTORI Mix）
  7. WILD STARS（KOTORI Mix）
  8. きっと青春が聞こえる（KOTORI Mix）
  9. 輝夜の城で踊りたい（KOTORI Mix）
  10. ススメ→トゥモロウ（KOTORI Mix）
  11. これからのSomeday（KOTORI Mix）
  12. Wonder zone（KOTORI Mix）
  13. No brand girls（KOTORI Mix）
  14. START:DASH!!（KOTORI Mix）

- Solo Live! from μ's 園田海未「蒼の神話」
  1. もぎゅっと"love"で接近中！（UMI Mix）
  2. 愛してるばんざーい！（UMI Mix）
  3. soldier game（UMI Mix）
  4. Wonderful Rush（UMI Mix）
  5. Oh,Love&Peace!（UMI Mix）
  6. 僕らは今のなかで（UMI Mix）
  7. WILD STARS（UMI Mix）
  8. きっと青春が聞こえる（UMI Mix）
  9. 輝夜の城で踊りたい（UMI Mix）
  10. ススメ→トゥモロウ（UMI Mix）
  11. これからのSomeday（UMI Mix）
  12. Wonder zone（UMI Mix）
  13. No brand girls（UMI Mix）
  14. START:DASH!!（UMI Mix）

- Solo Live! from μ's 星空 凛「Ring a yellow bell」
  1. もぎゅっと"love"で接近中！（RIN Mix）
  2. 愛してるばんざーい！（RIN Mix）
  3. Mermaid festa vol.2 〜Passionate〜（RIN Mix）
  4. Wonderful Rush（RIN Mix）
  5. Oh,Love&Peace!（RIN Mix）
  6. Listen to my heart!!（RIN Mix）
  7. after school NAVIGATORS（RIN Mix）
  8. 僕らは今のなかで（RIN Mix）
  9. WILD STARS（RIN Mix）
  10. きっと青春が聞こえる（RIN Mix）
  11. 輝夜の城で踊りたい（RIN Mix）
  12. これからのSomeday（RIN Mix）
  13. Wonder zone（RIN Mix）
  14. No brand girls（RIN Mix）
  15. START:DASH!!（RIN Mix）

- Solo Live! from μ's 西木野真姫「SCARLET PRINCESS」
  1. もぎゅっと"love"で接近中！（MAKI Mix）
  2. 愛してるばんざーい！（MAKI Mix）
  3. soldier game（MAKI Mix）
  4. Wonderful Rush（MAKI Mix）
  5. Oh,Love&Peace!（MAKI Mix）
  6. 僕らは今のなかで（MAKI Mix）
  7. WILD STARS（MAKI Mix）
  8. きっと青春が聞こえる（MAKI Mix）
  9. 輝夜の城で踊りたい（MAKI Mix）
  10. これからのSomeday（MAKI Mix）
  11. Wonder zone（MAKI Mix）
  12. No brand girls（MAKI Mix）
  13. START:DASH!!（MAKI Mix）

- Solo Live! from μ's 東條 希「バイオレットムーン」
  1. もぎゅっと"love"で接近中！（NOZOMI Mix）
  2. 愛してるばんざーい！（NOZOMI Mix）
  3. 乙女式れんあい塾（NOZOMI Mix）
  4. Wonderful Rush（NOZOMI Mix）
  5. Oh,Love&Peace!（NOZOMI Mix）
  6. 僕らは今のなかで（NOZOMI Mix）
  7. WILD STARS（NOZOMI Mix）
  8. きっと青春が聞こえる（NOZOMI Mix）
  9. 輝夜の城で踊りたい（NOZOMI Mix）
  10. Wonder zone（NOZOMI Mix）
  11. No brand girls（NOZOMI Mix）
  12. START:DASH!!（NOZOMI Mix）

- Solo Live! from μ's 小泉花陽「若草のSeason」
  1. もぎゅっと"love"で接近中！（HANAYO Mix）
  2. 愛してるばんざーい！（HANAYO Mix）
  3. 告白日和、です！（HANAYO Mix）
  4. Wonderful Rush（HANAYO Mix）
  5. Oh,Love&Peace!（HANAYO Mix）
  6. Listen to my heart!!（HANAYO Mix）
  7. after school NAVIGATORS（HANAYO Mix）
  8. 僕らは今のなかで（HANAYO Mix）
  9. WILD STARS（HANAYO Mix）
  10. きっと青春が聞こえる（HANAYO Mix）
  11. 輝夜の城で踊りたい（HANAYO Mix）
  12. これからのSomeday（HANAYO Mix）
  13. Wonder zone（HANAYO Mix）
  14. No brand girls（HANAYO Mix）
  15. START:DASH!!（HANAYO Mix）

- Solo Live! from μ's 矢澤にこ「ももいろ♡えがお」
  1. もぎゅっと"love"で接近中！（NICO Mix）
  2. 愛してるばんざーい！（NICO Mix）
  3. 乙女式れんあい塾（NICO Mix）
  4. Wonderful Rush（NICO Mix）
  5. Oh,Love&Peace!（NICO Mix）
  6. Listen to my heart!!（NICO Mix）
  7. after school NAVIGATORS（NICO Mix）
  8. 僕らは今のなかで（NICO Mix）
  9. WILD STARS（NICO Mix）
  10. きっと青春が聞こえる（NICO Mix）
  11. 輝夜の城で踊りたい（NICO Mix）
  12. これからのSomeday（NICO Mix）
  13. Wonder zone（NICO Mix）
  14. No brand girls（NICO Mix）
  15. START:DASH!!（NICO Mix）

### Solo Live! collection Memorial BOX III
μ's各メンバーによるソロアルバム第3弾。メンバー9人によるアルバムと、CD9枚をまとめたBOXがそれぞれ2018年3月28日に発売。
各巻の題名は以下の通り。
| タイトル                                                            | アーティスト                    | 規格品番      | 最高位 |
| ------------------------------------------------------------------- | ------------------------------- | ------------- | ------ |
| ラブライブ！ Solo Live! from μ's 高坂穂乃果「Memories with Honoka」 | 高坂穂乃果（新田恵海） from μ's | LACA-9600〜02 |        |
| ラブライブ！ Solo Live! from μ's 絢瀬絵里「Memories with Eri」      | 絢瀬絵里（南條愛乃） from μ's   | LACA-9603〜05 |        |
| ラブライブ！ Solo Live! from μ's 南ことり「Memories with Kotori」   | 南ことり（内田彩） from μ's     | LACA-9606〜08 |        |
| ラブライブ！ Solo Live! from μ's 園田海未「Memories with Umi」      | 園田海未（三森すずこ） from μ's | LACA-9609〜11 |        |
| ラブライブ！ Solo Live! from μ's 星空凛「Memories with Rin」        | 星空凛（飯田里穂） from μ's     | LACA-9612〜14 |        |
| ラブライブ！ Solo Live! from μ's 西木野真姫「Memories with Maki」   | 西木野真姫（Pile） from μ's     | LACA-9615〜17 |        |
| ラブライブ！ Solo Live! from μ's 東條希「Memories with Nozomi」     | 東條希（楠田亜衣奈） from μ's   | LACA-9618〜20 |        |
| ラブライブ！ Solo Live! from μ's 小泉花陽「Memories with Hanayo」   | 小泉花陽（久保ユリカ） from μ's | LACA-9621〜23 |        |
| ラブライブ！ Solo Live! from μ's 矢澤にこ「Memories with Niko」     | 矢澤にこ（徳井青空） from μ's   | LACA-9624〜26 |        |

## デュオ・トリオシングル
μ'sメンバー9名が、デュオ3組・トリオ1組の4グループに分かれて展開する、2012年のシングルCDシリーズ。

### Mermaid festa vol.2 〜Passionate〜
2012年4月25日に発売された、デュオシングルの第1弾。アーティストは高坂穂乃果（声 - 新田恵海）と星空凛（声 - 飯田里穂）。初回生産分には特製デュオモノローグカード1枚（全2種）がランダムで封入されている。キャッチコピーは「感じて…私たちの熱い鼓動！！」
本CDの発売を記念して、アニメイト秋葉原店にてイベント「2012年度ラブライ部員とμ'sの課外活動 第5回 穂乃果と凛の特典お渡し会」、AKIHABARAゲーマーズ本店にて同第6回が開催された。
収録内容
全作詞：畑亜貴
1. Mermaid festa vol.2 〜Passionate〜 [5:25]
  - 作曲：山崎真吾、編曲：松井望、歌：高坂穂乃果（新田恵海）・星空凛（飯田里穂）
  - μ'sの3rdシングル収録曲の続編のような題名であるが、こちらのメロディーはサンバ調になっている。

2. Someday of my life [4:27]
  - 作曲・編曲：八重樫ゆうー、歌：高坂穂乃果（新田恵海）

3. 恋のシグナル Rin rin rin! [4:24]
  - 作曲：須田真吾、編曲：安藤高弘、歌：星空凛（飯田里穂）

4. Mermaid festa vol.2 〜Passionate〜 (Off Vocal)
5. Someday of my life (Off Vocal)
6. 恋のシグナル Rin rin rin! (Off Vocal)
7. ほのりん、あなたを起こしに来ました！▲ [2:53]
  - 脚本：公野櫻子、出演：高坂穂乃果（新田恵海）・星空凛（飯田里穂）

### 乙女式れんあい塾
2012年5月23日に発売された、デュオシングルの第2弾。アーティストは矢澤にこ（声 - 徳井青空）と東條希（声 - 楠田亜衣奈）。初回生産分には特製デュオモノローグカード1枚（全2種）がランダムで封入されている。キャッチコピーは「ツインテは正義！聴けば聴くほどハマっちゃうよ♥」
本CDの発売を記念して、アニメイト新宿店にてイベント「2012年度ラブライ部員とμ'sの課外活動 第7回 にこと希の特典お渡し会」、AKIHABARAゲーマーズ本店にて同第8回が開催された。
収録内容
全作詞：畑亜貴
1. 乙女式れんあい塾 [3:21]
  - 作曲・編曲：佐々木裕、歌：矢澤にこ（徳井青空）・東條希（楠田亜衣奈）

2. まほうつかいはじめました！ [4:03]
  - 作曲・編曲：鈴木裕明、歌：矢澤にこ（徳井青空）

3. 純愛レンズ [4:34]
  - 作曲・編曲：山元祐介、歌：東條希（楠田亜衣奈）

4. 乙女式れんあい塾 (Off Vocal)
5. まほうつかいはじめました！(Off Vocal)
6. 純愛レンズ (Off Vocal)
7. にこのぞ、手作り弁当を持って来ました！▲ [4:04]
  - 脚本：公野櫻子、出演：矢澤にこ（徳井青空）・東條希（楠田亜衣奈）

### 告白日和、です！
2012年6月27日に発売された、デュオシングルの第3弾。アーティストは南ことり（声 - 内田彩）と小泉花陽（声 - 久保ユリカ）。初回生産分には特製デュオモノローグカード1枚（全2種）がランダムで封入されている。キャッチコピーは「勇気を出して、この気持ち、伝えたい…！」
本CDの発売を記念して、AKIHABARAゲーマーズ本店にて、イベント「2012年度ラブライ部員とμ'sの課外活動 第9回 ことりと花陽の特典お渡し会」が、アニメイト新宿店にて同第10回が開催された。
収録内容
全作詞：畑亜貴
1. 告白日和、です！ [3:38]
  - 作曲・編曲：若林充、歌：南ことり（内田彩）・小泉花陽（久保ユリカ）

2. ぶる〜べりぃ♥とれいん [3:49]
  - 作曲：増田達行、編曲：三浦誠司、歌：南ことり（内田彩）

3. 孤独なHeaven [4:38]
  - 作曲：前口渉、編曲：増田武史、歌：小泉花陽（久保ユリカ）

4. 告白日和、です！(Off Vocal)
5. ぶる〜べりぃ♥とれいん (Off Vocal)
6. 孤独なHeaven (Off Vocal)
7. ことぱな、お見舞いに来ました！▲ [3:44]
  - 脚本：公野櫻子、出演：南ことり（内田彩）・小泉花陽（久保ユリカ）

### soldier game
2012年7月25日に発売されたトリオシングル。アーティストは西木野真姫（声 - Pile）、園田海未（声 - 三森すずこ）、絢瀬絵里（声 - 南條愛乃）。初回生産分には特製トリオモノローグカード1枚（全3種）がランダムで封入されている。キャッチコピーは「私達のこと…忘れられなくしてアゲル♥」
本CDの発売を記念して、AKIHABARAゲーマーズ本店にて、イベント「2012年度ラブライ部員とμ'sの課外活動 第11回 真姫と海未と絵里のトークイベント」および第12回が開催された。
収録内容
全作詞：畑亜貴
1. soldier game [3:42]
  - 作曲・編曲：若林充、歌：西木野真姫 (Pile)・園田海未（三森すずこ）・絢瀬絵里（南條愛乃）

2. Daring!! [3:32]
  - 作曲・編曲：近藤圭一、歌：西木野真姫 (Pile)

3. 勇気のReason [3:52]
  - 作曲・編曲：増谷賢、歌：園田海未（三森すずこ）

4. ありふれた悲しみの果て [4:03]
  - 作曲・編曲：佐伯高志、歌：絢瀬絵里（南條愛乃）

5. soldier game (Off Vocal)
6. Daring!! (Off Vocal)
7. 勇気のReason (Off Vocal)
8. ありふれた悲しみの果て (Off Vocal)
9. まきうみえり、お勉強会しにきました！▲ [3:05]
  - 脚本：公野櫻子、出演：西木野真姫 (Pile)・園田海未（三森すずこ）・絢瀬絵里（南條愛乃）

## ライブ映像作品
| 枚    | 発売日         | タイトル                                                    | 規格品番                                | 規格品番                  | 最高位       |
| 枚    | 発売日         | タイトル                                                    | Blu-ray                                 | DVD                       | 最高位       |
| ----- | -------------- | ----------------------------------------------------------- | --------------------------------------- | ------------------------- | ------------ |
| 1st   | 2012年11月21日 | ラブライブ! μ's First LoveLive!                             | LABX-8021/2                             | LABM-7103/4               | 206位        |
| 3rd   | 2013年12月25日 | ラブライブ! μ's 3rd Anniversary LoveLive!                   | LABX-8044/5                             | LABM-7140/1               | 49位 音楽3位 |
| 4th   | 2014年7月23日  | ラブライブ! μ's →NEXT LoveLive! 2014 〜ENDLESS PARADE〜0209 | LABX-8058/9                             | LABM-7150/1               | 7位 音楽1位  |
| 5th   | 2015年9月30日  | ラブライブ! μ's Go→Go! LoveLive! 2015 〜Dream Sensation!〜  | LABX-8110〜3 LABX-8114/5 LABX-8116/7    | LABM-7170/1 LABM-7172/3   | 1位          |
| final | 2016年9月28日  | ラブライブ! μ's Final LoveLive!〜μ'sic Forever♪♪♪♪♪♪♪♪♪〜   | LABX-8155〜60 LABX-8161〜3 LABX-8164〜6 | LABM-7200〜2 LABM-7203〜5 | 1位          |

単独でソフト化されなかった2ndライブ「ラブライブ! μ's New Year LoveLive! 2013」は、テレビアニメ第1期のBlu-ray2・4・6巻の映像特典として収録された。
同じく4thライブの1日目「ラブライブ！ μ's →NEXT LoveLive! 2014 〜ENDLESS PARADE〜0208」は、テレビアニメ第2期のBlu-ray2・4・6巻の映像特典となっている。

## ラジオCD

### ラブライ部 ラジオ課外活動 にこりんぱな テーマソングDJCD
2012年10月17日に発売された、インターネットラジオ「ラブライ部 ラジオ課外活動 にこりんぱな」のテーマソングCD。ジャケットイラスト・収録内容は9月28日に公開。初回生産分には「にこりんぱなのべしゃりの決め手カード」1枚（全3種）がランダムで封入されている。キャッチコピーは「え、これ、本番ですよね…？ 」
にこりんぱなのメンバーは、矢澤にこ（声 - 徳井青空）、星空凛（声 - 飯田里穂）、小泉花陽（声 - 久保ユリカ）。
収録内容
1. Listen to my heart!! [4:30]
  - 作曲・編曲：河原嶺旭

2. after school NAVIGATORS [4:49]
  - 作曲・編曲：河田貴央

3. Listen to my heart!! (Off Vocal)
4. after school NAVIGATORS (Off Vocal)
5. ラブライ部 テーマソングDJCDでもラジオ課外活動〜にこりんぱな〜▲ [20:16]
  - 脚本：吉原じゅんぺい、出演：にこりんぱな

### ラブライブ！ μ's広報部 〜にこりんぱな〜 vol.1
2013年7月3日に発売された、インターネットラジオ「ラブライブ！ μ's広報部 〜にこりんぱな〜」を収録したCD。当初は6月12日発売予定だったが、延期された。
オーディオCDとデータCDの2枚組。オーディオCDには、園田海未役の三森すずこをゲストに迎えた録りおろし特別版を収録。データCDには本放送第1回から8回までが収められる。

### ラブライブ！ μ's広報部 〜にこりんぱな〜 vol.2
2014年1月22日に発売された、インターネットラジオ「ラブライブ！ μ's広報部 〜にこりんぱな〜」を収録したCD。
オーディオCDとデータCDの2枚組。オーディオCDには、高坂穂乃果役の新田恵海をゲストに迎えた録りおろし特別版を収録。データCDには本放送第9回から16回までが収められる。

### ラブライブ！ μ's広報部 〜にこりんぱな〜 vol.3
2014年11月5日に発売された、インターネットラジオ「ラブライブ！ μ's広報部 〜にこりんぱな〜」を収録したCD。
オーディオCDとデータCDの2枚組。オーディオCDには、絢瀬絵里役の南條愛乃と東條希役の楠田亜衣奈をゲストに迎えた録りおろし特別版を収録。データCDには本放送第17回から26回までが収められる。

### ラブライブ！ μ's広報部 〜にこりんぱな〜 vol.4
2015年2月25日に発売された、インターネットラジオ「ラブライブ！ μ's広報部 〜にこりんぱな〜」を収録したCD。
オーディオCDとデータCDの2枚組。オーディオCDには、高坂穂乃果役の新田恵海をゲストに迎えた2014年10月5日開催の公開録音第1部の音声を収録。データCDには本放送第27回から36回までが収められる。

### ラブライブ！ μ's広報部 〜にこりんぱな〜 vol.5
2015年8月26日に発売された、インターネットラジオ「ラブライブ！ μ's広報部 〜にこりんぱな〜」を収録したCD。
オーディオCDとデータCDの2枚組。オーディオCDには、高坂穂乃果役の新田恵海をゲストに迎えた2014年10月5日開催の公開録音第2部の音声を収録。データCDには本放送第37回から46回までが収められる。

### ラブライブ！ μ's広報部 〜にこりんぱな〜 vol.6
2016年4月27日に発売された、インターネットラジオ「ラブライブ！ μ's広報部 〜にこりんぱな〜」を収録したCD。
オーディオCD1枚とデータCD2枚の3枚組。オーディオCDには、新規録りおろし音源を収録。データCDには本放送第47回から72回までが収められる。

### ラブライブ！ μ's広報部 〜にこりんぱな〜 vol.7
2016年7月27日に発売された、インターネットラジオ「ラブライブ！ μ's広報部 〜にこりんぱな〜」を収録したCD。本番組のラジオCD最終巻。
前作同様オーディオCD1枚とデータCD2枚の3枚組。オーディオCDには、高坂穂乃果役の新田恵海をゲストに迎えた録りおろし特別版を収録。データCDには本放送第73回から最終回となる98回までが収められる。

## テレビアニメ・劇場版のCD
| 発売日        | タイトル                                   | アーティスト                        | 規格品番    | 最高位 | 備考                    |
| ------------- | ------------------------------------------ | ----------------------------------- | ----------- | ------ | ----------------------- |
| 2013年1月23日 | 僕らは今のなかで                           | μ's                                 | LACM-14053  | 12位   | 第1期オープニングテーマ |
| 2013年2月6日  | きっと青春が聞こえる                       | μ's                                 | LACM-14054  | 8位    | 第1期エンディングテーマ |
| 2013年2月20日 | ススメ→トゥモロウ/START:DASH!!             | 高坂穂乃果、南ことり、園田海未      | LACM-14055  | 11位   | 第1期 第1・3話挿入歌    |
| 2013年3月6日  | これからのSomeday/Wonder zone              | μ's                                 | LACM-14064  | 7位    | 第1期 第6・9話挿入歌    |
| 2013年4月3日  | No brand girls/START:DASH!!                | μ's                                 | LACM-14069  | 5位    | 第1期 第11・13話挿入歌  |
| 2013年4月10日 | Notes of School idol days                  | 藤澤慶昌、μ's、A-RISE               | LACA-9281/2 | 10位   | 第1期サウンドトラック   |
| 2014年4月23日 | それは僕たちの奇跡                         | μ's                                 | LACM-14220  | 3位    | 第2期オープニングテーマ |
| 2014年5月8日  | どんなときもずっと                         | μ's                                 | LACM-14230  | 2位    | 第2期エンディングテーマ |
| 2014年5月28日 | ユメノトビラ                               | μ's                                 | LACM-14241  | 3位    | 第2期 第3話挿入歌       |
| 2014年6月11日 | Love wing bell/Dancing stars on me!        | μ's                                 | LACM-14242  | 3位    | 第2期 第5・6話挿入歌    |
| 2014年7月9日  | KiRa-KiRa Sensation!/Happy maker!          | μ's                                 | LACM-14243  | 3位    | 第2期 第12・13話挿入歌  |
| 2014年8月27日 | Notes of School idol days 〜Glory〜        | 藤澤慶昌、μ's、A-RISE               | LACA-9356/7 | 7位    | 第2期サウンドトラック   |
| 2015年7月1日  | Angelic Angel/Hello,星を数えて             | μ's、星空凛、西木野真姫、小泉花陽   | LACM-14361  | 2位    | 劇場版挿入歌            |
| 2015年7月8日  | SUNNY DAY SONG/?←HEARTBEAT                 | μ's、絢瀬絵里、東條希、矢澤にこ     | LACM-14362  | 2位    | 劇場版挿入歌            |
| 2015年7月15日 | 僕たちはひとつの光/Future style            | μ's、高坂穂乃果、南ことり、園田海未 | LACM-14363  | 2位    | 劇場版挿入歌            |
| 2015年8月5日  | Notes of School Idol Days 〜Curtain Call〜 | 藤澤慶昌、μ's                       | LACA-15498  | 4位    | 劇場版サウンドトラック  |

### Notes of School idol days
テレビアニメ第1期のオリジナルサウンドトラック。2013年4月10日に発売された。キャッチコピーは「私たちの大切なアイドル活動の日々、思い出してみてくださいね」
収録内容
CD - Disc1
1. 始まりの朝（メインテーマ）[LM01]
2. （絶望）[LM05]
3. 僕らは今のなかで(TVサイズ)[オープニングテーマ]
4. ルンルン↑どんより↓[LM06]
5. ゆったりお昼休み[LM17]
6. ん？？？[LM24]
7. 過ぎ去りし日々[LM09]
8. 朝練[LM18]
9. Private Wars[第1話挿入歌]
  - 作詞：畑亜貴、作曲・編曲：板垣祐介、歌：A-RISE（綺羅ツバサ（桜川めぐ）、統堂英玲奈（松永真穂）、優木あんじゅ（大橋歩夕））

10. 理事長への談判[LM12]
11. 愛してるばんざーい！ (Prepro Piano Mix)[第1話挿入歌]
12. 幼き日の夕陽[LM13]
13. ススメ→トゥモロウ(TVサイズ)[第1話挿入歌]
14. 前回のラブライブ！[LM15]
15. チグハグ[LM16]
16. 気まずい空気[LM26]
17. 作戦会議[LM07]
18. チェイス[LM33]
19. きらめき[ED Arrange]
20. 憂いの夕暮れ[LM03]
21. 桜並木の通学路[LM10]
22. 真剣な眼差し[LM27]
23. START:DASH!! (Prepro Piano Mix)[第2話挿入歌]
24. きっと青春が聞こえる(TVサイズ・ことほのうみ)[第2話エンディングテーマ]
25. トホホ…[LM20]
26. 友情[LM21]
27. 作戦開始[LM22]
28. 誰もいない[LM23]
29. START:DASH!!（TVサイズ）[第3話挿入歌]
30. 悲しみの夜[LM04]
31. 軽やかな昼下がり[LM02]
32. 花陽の決意[LM25]
33. 楽しい部活[LM28]
34. きっと青春が聞こえる(TVサイズ・まきりんぱな)[第4話エンディングテーマ]

CD - Disc2
1. 不審者、にこ[LM29]
2. >ω</[LM08]
3. 説明しましょう！[LM30]
4. 強き者[LM14]
5. にこの過去[LM31]
6. きっと青春が聞こえる(TVサイズ・にこソロ)[第5話エンディングテーマ]
7. これからのSomeday(TVサイズ)[第6話挿入歌]
8. きっと青春が聞こえる(TVサイズ・にこりんぱなまきことほのうみ)[第6話エンディングテーマ]
9. ラブライブ！開催！！[LM37]
10. 亜里沙[LM32]
11. きっと青春が聞こえる(TVサイズ・えりのぞ)[第7話エンディングテーマ]
12. 明日の勝利のために[LM35]
13. 絵里のやりたいこと[LM41]
14. μ'sのはじまり[LM36]
15. 僕らのLIVE 君とのLIFE(TVサイズ)[第8話挿入歌]
16. メイド喫茶[LM45]
17. ミナリンスキー[LM40]
18. 大切なもの[LM01 TypeB]
19. Wonder zone(TVサイズ)[第9話挿入歌]
20. きっと青春が聞こえる(TVサイズ・ことりソロ)[第9話エンディングテーマ]
21. アブないMermaid festa[LM38]
22. ドタバタコメディ[LM34]
23. 逆境からのスタート[LM44]
24. No brand girls(TVサイズ)[第11話挿入歌]
25. 嵐の予感[LM42]
26. 未練[LM19]
27. はなればなれ[LM43]
28. きっと青春が聞こえる(TVサイズ・穂乃果ソロ)[第12話エンディングテーマ]
29. 新しい場所へ[OP Arrange]
30. アキバ探訪[LM39]
31. アキバの日常[LM11]
32. Dance! Dance! Dance![LM46]
33. START:DASH!!(TVサイズ)[第13話挿入歌]
34. きっと青春が聞こえる(TVサイズ)[第3・8・10・11・13話エンディングテーマ]

### Notes of School idol days 〜Glory〜
テレビアニメ第2期のオリジナルサウンドトラック。2014年8月27日に発売。キャッチコピーは「私たちとあなたで掴み取った栄光、 かけがえのない日々―」
収録内容
CD - Disc1
1. 新生徒会長登場[LM51]
2. これまでのラブライブ! 〜ミュージカルver.〜[LM15H]
  - 作詞：京極尚彦、作曲・編曲：藤澤慶昌、歌：高坂穂乃果（新田恵海）

もともとは高坂穂乃果パートのみレコーディングされており、テレビアニメではアフレコによって他のμ'sメンバーなどの歌が追加された。
3. What!?[LM52]
4. …寄り道してかない？[LM53]
5. 残された時間[LM54]
6. それは僕たちの奇跡(TVサイズ)
7. 大変です！！！[TM02]
8. のどかな田舎[LM55]
9. すってんにころりん[LM56]
10. プレッシャーに押しつぶされて[LM57]
11. いつもどんなときも、全員のために[LMOP]
12. どんなときもずっと(TVサイズ・のぞえりにこ)[第2話エンディングテーマ]
13. 海未のセクシー・ドレス[TM03]
14. A-RISEとの対峙[TM58]
15. Shocking Party[第3話挿入歌]
  - 作詞：畑亜貴、作曲・編曲：板垣祐介、歌：A-RISE（綺羅ツバサ（桜川めぐ）、統堂英玲奈（松永真穂）、優木あんじゅ（大橋歩夕））

16. ユメノトビラ(TVサイズ)[第3話挿入歌]
17. どんなときもずっと(TVサイズ)[第3話エンディングテーマ]
18. 緊迫[LM59]
19. 肉屋のにこちゃん[TM04]
20. にこ登場…？[TM01]
21. 業-カルマ-[LM60]
22. どんなときもずっと(TVサイズ・にこソロ)[第4話エンディングテーマ]
23. 新リーダー凛ですわ！[LM61]
24. 凛の戸惑い[LM62]
25. Love wing bell(TVサイズ)[第5話挿入歌]
26. どんなときもずっと(TVサイズ・凛ソロ)[第5話エンディングテーマ]
27. ハロウィーン・ストリート[LM64]
28. 他人になりきれ[LM63]
29. Rock me baby![TM06]
30. お祭り気分で盛り上がれ！[TM07]
31. 軽やかな昼下がりB[LM02 TypeB]
32. Dancing stars on me!(TVサイズ)[第6話挿入歌]
33. どんなときもずっと(TVサイズ・まきりんぱな)[第6話エンディングテーマ]

CD - Disc2
1. 生徒会のお仕事[LM65]
2. どんなときもずっと(TVサイズ・ことほのうみ)[第7話エンディングテーマ]
3. 銀幕の中のロマンス[LM66]
4. 希の胸の内[LM67]
5. どんなときもずっと(TVサイズ・のぞまきえり)[第8話エンディングテーマ]
6. みんなが支えてくれる[LM69]
7. 雪の降る街[LM68]
8. Snow halation(TVサイズ)[第9話挿入歌]
9. 初詣[LM74]
10. ツバサと穂乃果[LM75]
11. お餅つき[LM76]
12. どんなときもずっと(TVサイズ・穂乃果ソロ)[第10話エンディングテーマ]
13. すぐ先にある未来[LM77]
14. この先の私たち[LM73 EDアレンジ]
15. よーし、遊ぶぞー！[LM78]
16. 友情ノーチェンジ[BGM]
17. どんなときもずっと(TVサイズ・全員合唱)[第11話エンディングテーマ]
18. ラブライブ！決勝[LM70]
19. KiRa-KiRa Sensation!(TVサイズ)[第12話挿入歌]
20. 夢のあと[LM71]
21. 僕らは今のなかで(TVサイズ)[第12話アンコール]
22. 愛してるばんざーい！(Piano Mix)[第13話挿入歌]
23. Oh,Love&Peace!(TVサイズ)[第13話挿入歌]
24. Happy maker!(TVサイズ)[第13話挿入歌]
25. これまでのラブライブ! 〜ミュージカルver.〜(Off Vocal)[LM15H]
26. ハラショー！[TM05] 
27. 迫り来る者[PM01]
28. 謎の影を追って[PM02]
29. Mysterious Girl[PM03]
30. Shocking Party(TVサイズ)[第3話挿入歌]
31. Shocking Party(Off Vocal)

### 特典CD
全作詞：畑亜貴
Blu-ray第1期第1巻「μ's オリジナルソングCD (1)」
1. 夢なき夢は夢じゃない
  - 作曲・編曲：高田暁、歌：高坂穂乃果（新田恵海）

2. 夢なき夢は夢じゃない (Off Vocal)

Blu-ray第1期第2巻「μ's オリジナルソングCD (2)」
1. Anemone heart
  - 作曲・編曲：高田暁、歌：南ことり（内田彩）、園田海未（三森すずこ）

南ことりパートの録音は、2013年3月4日に実施。
2. Anemone heart (Off Vocal)

Blu-ray第1期第3巻「μ's オリジナルソングCD (3)」
1. なわとび
  - 作曲:rino、編曲：藤田宜久、歌：小泉花陽（久保ユリカ）

2. なわとび (Off Vocal)

Blu-ray第1期第4巻「μ's オリジナルソングCD (4)」
1. Beat in Angel
  - 作曲・編曲：倉内達矢、歌：西木野真姫（Pile）、星空凛（飯田里穂）

2. Beat in Angel (Off Vocal)

Blu-ray第1期第5巻「μ's オリジナルソングCD (5)」
1. にこぷり♥女子道
  - 作曲：江並哲志、編曲：山元祐介、歌：矢澤にこ（徳井青空）

2. にこぷり♥女子道 (Off Vocal)

Blu-ray第1期第6巻「μ's オリジナルソングCD (6)」
1. 硝子の花園
  - 作曲：川崎里実、編曲：増田武史、歌：絢瀬絵里（南條愛乃）、東條希（楠田亜衣奈）

2. 硝子の花園 (Off Vocal)

Blu-ray第1期第7巻「μ's オリジナルソングCD (7)」
1. LONELIEST BABY
  - 作曲・編曲：倉内達矢、歌：μ's

2. LONELIEST BABY (Off Vocal)

Blu-rayゲーマーズ第1期全巻購入特典「ぷわぷわーお！」
1. ぷわぷわーお！
  - 作曲・編曲：佐々倉有吾、歌：Printemps

2. ぷわぷわーお！ (Off Vocal)

Blu-ray第2期第1巻「μ's オリジナルソングCD (1)」
1. シアワセ行きのSMILING!
  - 作曲・編曲：渡辺未来、歌：高坂穂乃果（新田恵海）

2. シアワセ行きのSMILING! (Off Vocal)

Blu-ray第2期第2巻「μ's オリジナルソングCD (2)」
1. ずるいよMagnetic today
  - 作曲・編曲：岡本健介、歌：西木野真姫（Pile）、矢澤にこ（徳井青空）

2. ずるいよMagnetic today (Off Vocal)

Blu-ray第2期第3巻「μ's オリジナルソングCD (3)」
1. くるりんMIRACLE
  - 作曲・編曲：森慎太郎、歌：星空凛（飯田里穂）

2. くるりんMIRACLE (Off Vocal)

Blu-ray第2期第4巻「μ's オリジナルソングCD (4)」
1. Storm in Lover
  - 作曲・編曲：増田武史、歌：園田海未（三森すずこ）、絢瀬絵里（南條愛乃）

2. Storm in Lover (Off Vocal)

Blu-ray第2期第5巻「μ's オリジナルソングCD (5)」
1. もしもからきっと
  - 作曲:川崎里実、編曲:森谷敏紀、歌:東條希（楠田亜衣奈）

2. もしもからきっと (Off Vocal)

Blu-ray第2期第6巻「μ's オリジナルソングCD (6)」
1. 好きですが好きですか？
  - 作曲・編曲:渡辺和紀、歌：南ことり (内田彩)、小泉花陽 (久保ユリカ)

2. 好きですが好きですか？ (Off Vocal)

Blu-ray第2期第7巻「μ's オリジナルソングCD (7)」
1. そして最後のページには
  - 作曲・編曲:渡辺和紀、歌：μ's

2. そして最後のページには (Off Vocal)

Blu-rayゲーマーズ第2期全巻購入特典「CheerDay CheerGirl!」
1. CheerDay CheerGirl!
  - 作曲・編曲：佐々木裕、歌：Printemps

2. CheerDay CheerGirl! (Off Vocal)

Blu-rayソフマップ第2期全巻購入特典「同じ星が見たい」
1. 同じ星が見たい
  - 作曲・編曲：渡辺和紀、歌：lily white

2. 同じ星が見たい (Off Vocal)

Blu-rayアニメイト第2期全巻購入特典「Silent tonight」
1. Silent tonight
  - 作曲・編曲：佐々木裕、歌：BiBi

2. Silent tonight (Off Vocal)

Blu-ray劇場版「μ'sオリジナルソングCD」
1. これから
  - 作曲：伊藤真澄・ミト、編曲：TO-MAS SOUNDSIGHT FLUORESCENT FOREST、歌: μ's

2. これから (Off Vocal)

### 劇場版特典CD
【試聴動画】「ラブライブ！The School Idol Movie」ユニットシングル付き第3弾前売券【全3種】 - YouTube
MUSEUMでどうしたい？
2015年6月13日公開の映画「ラブライブ！The School Idol Movie」の前売券第3弾に付属する録りおろし楽曲CD1。
1. MUSEUMでどうしたい？
  - 作詞：畑亜貴、作曲・編曲：増田武史、歌：Printemps

2. MUSEUMでどうしたい？ (Off vocal)

最低で最高のParadiso
2015年6月13日公開の映画「ラブライブ！The School Idol Movie」の前売券第3弾に付属する録りおろし楽曲CD2。
1. 最低で最高のParadiso
  - 作詞：畑亜貴、作曲・編曲：木村有希、歌：BiBi

2. 最低で最高のParadiso (Off vocal)

乙姫心で恋宮殿
2015年6月13日公開の映画「ラブライブ！The School Idol Movie」の前売券第3弾に付属する録りおろし楽曲CD3。
1. 乙姫心で恋宮殿（）
  - 作詞：畑亜貴、作曲・編曲：三浦誠司、歌：lily white

2. 乙姫心で恋宮殿 (Off vocal)

## ゲームのCD
| 発売日         | タイトル                   | アーティスト | 規格品番   | 最高位 | 備考 |
| -------------- | -------------------------- | ------------ | ---------- | ------ | --- |
| 2014年1月29日  | タカラモノズ/Paradise Live | μ's          | LACM-14181 | 4位    | スマートフォン向けリズムアクションゲーム『ラブライブ! スクールアイドルフェスティバル』のために書き下ろされた楽曲を収録したシングル。 |
| 2014年10月1日  | Shangri-La Shower          | μ's          | LACM-14260 | 5位    | PlayStation Vita用ゲーム『ラブライブ！School idol paradise』主題歌。                                                                 |
| 2015年10月28日 | HEART to HEART!            | μ's          | LACM-14412 | 3位    | 『ラブライブ! スクールアイドルフェスティバル』のユーザー数が全世界1500万人、国内1000万人を突破したことを記念して制作された楽曲。     |

## ライブ特典CD

### ENDLESS PARADE
2014年2月8日・9日開催のライブ「ラブライブ！ μ's→NEXT LoveLive! 2014 〜ENDLESS PARADE〜」のチケットのうち、「音ノ木坂学院体験入学セット付きプレミアムチケット」に付属した録りおろし楽曲CD。このチケットはテレビアニメ第1期Blu-ray第7巻初回限定版に同封された、チケット最速先行販売申込券でのみ申し込みが可能だった。チケット本体、チケットに付属する他のグッズと一緒に、2014年1月29日から2月2日にかけて配送された。
収録内容
1. ENDLESS PARADE [4:23]
  - 作詞：畑亜貴、作曲・編曲：矢吹香那、歌：μ's

2. ENDLESS PARADE (Off vocal)

### Dreamin' Go! Go!!
2015年1月31日・2月1日開催のライブ「ラブライブ！ μ's Go→Go! LoveLive! 2015 〜Dream Sensation!〜」のチケットのうち、「プレミアムチケット」に付属した録りおろし楽曲CD。前回と異なり、テレビアニメ第2期Blu-ray第1巻初回限定版に同封されたチケット最速先行販売申込券で申し込みができるチケットのほか、一般発売された「プレミアムチケット」でも入手が可能になった。チケット本体、チケットに付属する他のグッズと一緒に、2015年1月14日から順次配送された。
また、今までは別のCDに収録されていたドラマCDが今回は合わせて収録されている。
収録内容
1. Dreamin' Go! Go!!
  - 作詞：畑亜貴、作曲：TSUKASA、編曲：Kon-K、歌：μ's

2. Dreamin' Go! Go!! (Off vocal)
3. ワンデイ・ポリスストーリー▲
4. ネクスト・アイドル・ジェネレーション▲
5. ホーム・ラブリー・ホーム▲
  - プロット：公野櫻子、脚本：子安秀明、出演：μ's

## コラボレーション

### 天使たちの福音〜feat.μ's〈ラブライブ！〉
2013年4月24日に発売された、PlayStation 3用ソフト『神様と運命革命のパラドクス』のキャラクターソングアルバム。
μ'sメンバーがゲームの登場人物の声優を務めたという設定で歌っている。
収録内容
全作詞：畑亜貴
1. 革命ですね？神様！ [3:43]
  - 作曲・編曲：矢鴇つかさ（Arte Refact）
  - 歌：早乙女リリエル / 矢澤にこ（徳井青空）、竜崎クロウエル / 高坂穂乃果（新田恵海）、白鳥ラナエル / 絢瀬絵里（南條愛乃）、綾小路シェリエル / 東條希（楠田亜衣奈）、東條ネルエル / 小泉花陽（久保ユリカ）

2. 羽は知ってしまったの？ [4:38]
  - 作曲：原田篤（Arte Refact）、編曲：fandelmale（Arte Refact）
  - 歌：早乙女リリエル / 矢澤にこ（徳井青空）

3. 閃光Resolution [4:03]
  - 作曲・編曲：五条下位（Arte Refact）
  - 歌：竜崎クロウエル / 高坂穂乃果（新田恵海）

4. 斯くも憂美な日となりて [5:15]
  - 作曲：原田篤（Arte Refact）、編曲：fandelmale（Arte Refact）
  - 歌：白鳥ラナエル / 絢瀬絵里（南條愛乃）

5. I'll smile for yours [4:23]
  - 作曲・編曲：矢鴇つかさ（Arte Refact）
  - 歌：綾小路シェリエル / 東條希（楠田亜衣奈）

6. コドクの回廊 [4:22]
  - 作曲・編曲：酒井拓也（Arte Refact）
  - 歌：東條ネルエル / 小泉花陽（久保ユリカ）

7. 秘密と花園 [4:03]
  - 作曲：原田篤（Arte Refact）、編曲：fandelmale（Arte Refact）
  - 歌：恋塚フルーネティ / 西木野真姫 (Pile)

8. ここで待ってるよ [4:35]
  - 作曲・編曲：酒井拓也（Arte Refact）
  - 歌：神楽坂ミナモ / 星空凛（飯田里穂）

9. 夢☆ONCE AGAIN [3:58]
  - 作曲：西添健（Arte Refact）、編曲：fandelmale（Arte Refact）
  - 歌：アサギ / 南ことり（内田彩）

10. NEURON,NEURON!! [4:08]
  - 作曲・編曲：矢鴇つかさ（Arte Refact）
  - 歌：ミザリィ / 園田海未（三森すずこ）